# Thays Peñalver
Thays Peñalver (Caracas, Venezuela, 1961) es una abogada, profesora universitaria y escritora venezolana, autora del libro La conspiración de los 12 golpes. 

## Biografía
Especializada en derecho parlamentario y constitucional, Thays Participó en la redacción de tres códigos, dieciocho leyes y más de setenta investigaciones parlamentarias en el Congreso de Venezuela; luego de la disolución del Congreso en 1999, se dedicó a la vida académica. Es columnista de El Universal y El Nacional de Venezuela), NTN24 de Colombia y El Mundo de España. Actualmente conduce el programa radial "Buen provecho" en Radio Caracas Radio.

## Vida personal
Su padre Fernando Peñalver y su tío Luis Manuel Peñalver fueron fundadores del partido político Acción Democrática.

## Obras
- La conspiración de los 12 golpes (2015) con tres ediciones
- Las cinco muertes de Hugo Chavez (2023)
- El último títere